# Österreichische Alpine Skimeisterschaften 2023
Die Österreichischen Alpinen Skimeisterschaften 2023 fanden von 21. bis 26. März 2023 in Hinterstoder und Spital am Pyhrn in Oberösterreich statt. Die Rennen waren zumeist international besetzt, um die Österreichische Meisterschaft fuhren jedoch nur die österreichischen Teilnehmer.

## Übersicht
| Disziplin    | Datum             | Staatsmeister     | Verein                  | Datum             | Staatsmeisterin     | Verein            |
| ------------ | ----------------- | ----------------- | ----------------------- | ----------------- | ------------------- | ----------------- |
| Abfahrt      | 23.03.2023        | Johannes Strolz   | Warth                   | 23.03.2023        | Nina Ortlieb        | Arlberg           |
| Super-G      | 24.03.2023        | Marco Schwarz     | Bad Kleinkirchheim      | 24.03.2023        | Nina Ortlieb        | Arlberg           |
| Riesenslalom | 25.03.2023        | Joshua Sturm      | St. Leonhard im Pitztal | 26.03.2023        | Elisabeth Kappaurer | Bezau             |
| Slalom       | 26.03.2023        | Joshua Sturm      | St. Leonhard im Pitztal | 25.03.2023        | Lisa Hörhager       | Mayrhofen         |
| Kombination  | nicht ausgetragen | nicht ausgetragen | nicht ausgetragen       | nicht ausgetragen | nicht ausgetragen   | nicht ausgetragen |

## Herren

### Abfahrt
| Platz | Name                 | Zeit        |
| ----- | -------------------- | ----------- |
| 01    | Johannes Strolz      | 1:13,94 min |
| 02    | Stefan Babinsky      | 1:14,13 min |
| 03    | Felix Hacker         | 1:14,38 min |
| 04    | Stefan Rieser        | 1:14,51 min |
| 05    | Christopher Neumayer | 1:14,59 min |
| 06    | Martin-Luis Walch    | 1:14,66 min |
| 07    | Lukas Broschek       | 1:14,68 min |
| 08    | Manuel Traninger     | 1:14,88 min |
| 09    | Andreas Ploier       | 1:14,93 min |
| 10    | Fabian Bachler       | 1:15,05 min |

Datum: 23. März 2023

Ort: Hinterstoder

Start: 1853 m, Ziel: 1387 m

Höhendifferenz: 466 m

Tore: 27

### Super-G
| Platz | Name                 | Zeit        |
| ----- | -------------------- | ----------- |
| 01    | Marco Schwarz        | 1:02,53 min |
| 02    | Otmar Striedinger    | 1:02,86 min |
| 03    | Raphael Haaser       | 1:02,99 min |
| 04    | Andreas Ploier       | 1:03,03 min |
| 05    | Christopher Neumayer | 1:03,09 min |
| 06    | Felix Hacker         | 1:03,10 min |
| 07    | Vincent Wieser       | 1:03,34 min |
| 08    | Stefan Rieser        | 1:03,44 min |
| 09    | Stefan Babinsky      | 1:03,45 min |
| 10    | Martin-Luis Walch    | 1:03,54 min |

Datum: 24. März 2023

Ort: Hinterstoder

Start: 1760 m, Ziel: 1428 m

Höhendifferenz: 332 m

Tore: 30

### Riesenslalom
| Platz | Name                 | Zeit        |
| ----- | -------------------- | ----------- |
| 01    | Joshua Sturm         | 1:47,35 min |
| 02    | Noel Zwischenbrugger | 1:47,62 min |
| 03    | Patrick Feurstein    | 1:47,82 min |
| 04    | Dominik Raschner     | 1:48,20 min |
| 05    | Fabio Gstrein        | 1:48,24 min |
| 06    | Adrian Pertl         | 1:48,45 min |
| 07    | Roland Leitinger     | 1:48,66 min |
| 08    | Anton Grammel (GER)  | 1:48,75 min |
| 09    | Felix Marksteiner    | 1:48,99 min |
| 10    | Lukas Passrugger     | 1:49,29 min |

Datum: 25. März 2023

Ort: Hinterstoder

Start: 1580 m, Ziel: 1420 m

Höhendifferenz: 160 m

Tore 1. Lauf: 38, Tore 2. Lauf: 38

### Slalom
| Platz | Name             | Zeit        |
| ----- | ---------------- | ----------- |
| 01    | Joshua Sturm     | 1:51,45 min |
| 02    | Fabio Gstrein    | 1:51,85 min |
| 03    | Dominik Raschner | 1:51,99 min |
| 04    | Simon Rueland    | 1:52,29 min |
| 05    | Fabio Walch      | 1:52,38 min |
| 06    | Jakob Greber     | 1:52,83 min |
| 07    | Marc Digruber    | 1:53,05 min |
| 08    | Nicolas Gstrein  | 1:53,12 min |
| 09    | Lukas Gasser     | 1:53,28 min |
| 10    | Lukas Passrugger | 1:54,13 min |

Datum: 26. März 2023

Ort: Spital am Pyhrn

Start: 1590 m, Ziel: 1405 m

Höhendifferenz: 185 m

Tore 1. Lauf: 69, Tore 2. Lauf: 69 

### Kombination
Nicht ausgetragen.

## Damen

### Abfahrt
| Platz | Name               | Zeit        |
| ----- | ------------------ | ----------- |
| 01    | Nina Ortlieb       | 1:17,50 min |
| 02    | Sabrina Maier      | 1:17,64 min |
| 03    | Mirjam Puchner     | 1:18,23 min |
| 04    | Carmen Spielberger | 1:18,37 min |
| 05    | Sandra Absmann     | 1:18,58 min |
| 06    | Vanessa Nussbaumer | 1:18,70 min |
| 07    | Sophie Fischer     | 1:18,82 min |
| 08    | Lea Lipburger      | 1:18,93 min |
| 09    | Leonie Zegg        | 1:19,03 min |
| 10    | Julia Pechhacker   | 1:19,05 min |

Datum: 23. März 2023

Ort: Hinterstoder

Start: 1853 m, Ziel: 1387 m

Höhendifferenz: 466 m

Tore: 27

### Super-G
| Platz | Name                        | Zeit        |
| ----- | --------------------------- | ----------- |
| 01    | Stefanie Fleckenstein (CAN) | 1:04,74 min |
| 02    | Nina Ortlieb                | 1:04,88 min |
| 03    | Viktoria Bürgler            | 1:05,04 min |
| 04    | Mirjam Puchner              | 1:05,09 min |
| 05    | Emily Schöpf                | 1:05,39 min |
| 06    | Franziska Gritsch           | 1:05,44 min |
| 07    | Magdalena Ranalter          | 1:05,75 min |
| 08    | Vanessa Nussbaumer          | 1:05,77 min |
| 09    | Michelle Niederwieser       | 1:05,80 min |
| 10    | Sabrina Maier               | 1:05,91 min |

Datum: 24. März 2023

Ort: Hinterstoder

Start: 1760 m, Ziel: 1428 m

Höhendifferenz: 332 m

Tore: 30

### Riesenslalom
| Platz | Name                    | Zeit        |
| ----- | ----------------------- | ----------- |
| 01    | Elisabeth Kappaurer     | 1:52,70 min |
| 02    | Katharina Truppe        | 1:53,13 min |
| 03    | Magdalena Kappaurer     | 1:53,19 min |
| 04    | Viktoria Bürgler        | 1:53,71 min |
| 05    | Lisa Hörhager           | 1:54,53 min |
| 06    | Natalie Falch           | 1:55,37 min |
| 07    | Yvonne Gadola           | 1:55,76 min |
| 08    | Nadine Fest             | 1:55,80 min |
| 09    | Julia Flatscher         | 1:56,49 min |
| 10    | Valentina Pfurtscheller | 1:56,60 min |

Datum: 26. März 2023

Ort: Hinterstoder

Start: 1580 m, Ziel: 1420 m

Höhendifferenz: 160 m

Tore 1. Lauf: 38, Tore 2. Lauf: 38 

### Slalom
| Platz | Name                    | Zeit        |
| ----- | ----------------------- | ----------- |
| 01    | Lisa Hörhager           | 1:50,29 min |
| 02    | Katharina Huber         | 1:50,39 min |
| 03    | Marie-Therese Sporer    | 1:50,88 min |
| 04    | Julia Flatscher         | 1:51,03 min |
| 05    | Valentina Pfurtscheller | 1:51,10 min |
| 06    | Franziska Gritsch       | 1:51,54 min |
| 07    | Leonie Raich            | 1:51,63 min |
| 08    | Natalie Falch           | 1:52,08 min |
| 09    | Noa Blok (NED)          | 1:52,82 min |
| 10    | Elisa Eder              | 1:53,28 min |

Datum: 25. März 2023

Ort: Spital am Pyhrn

Start: 1590 m, Ziel: 1405 m

Höhendifferenz: 185 m

Tore 1. Lauf: 65, Tore 2. Lauf: 65 

### Kombination
Nicht ausgetragen.